# 듀스 비갈로
《듀스 비갈로》(영어: Deuce Bigalow: Male Gigolo)는 미국에서 제작된 마이크 미첼 감독의 1999년 섹스 코미디 영화이다. 미첼의 첫 장편 영화 연출작이다. 롭 슈나이더가 공동 각본을 쓰는 한편 주인공으로 출연하였고, 베리 버나디 등이 제작에 참여하였다.
1999년 12월 10일 미국에서 개봉되었다. 평단으로부터 대체로 부정 평가를 받았으나 박스 오피스에서 성공하였다.
2005년 후속작 《듀스 비갈로 2: 유로피안 지골로》가 개봉하였다.

## 줄거리
로스앤젤레스에 사는 수족관 관리자 듀스 비걸로는 지골로 앤트완이 사업차 유럽에 가 있는 동안 상태가 좋지 않은 애완 쏠배감펭와 해변 고급 아파트를 돌보게 된다. 그러나 듀스는 사고로 앤트완의 부엌을 불태우고, 주문 제작 수조마저 부순다.
듀스는 복구 비용 6,000 달러를 마련하기 위해 T. J.를 포주로 두고 지골로 일을 시작한다. 그러나 듀스는 손님들과 성관계를 갖는 대신 삶에 관심을 보이고 응원하는 형태로 고객들을 행복하게 만든다.
한편 의족을 단 케이트의 친구들은 십시일반으로 돈을 모아 케이트에게는 소개팅인 척 속이고 지골로 서비스에 연락한다. 듀스는 첫눈에 케이트에게 반하지만 케이트는 듀스가 지골로라는 걸 알게 되자 그와 헤어진다.
아내가 앤트완의 손님 중 하나인 형사 척은 듀스에게 앤트완의 고객 장부를 넘기라고 요구한다. 듀스는 선천적으로 성기가 얇은 척이 야한 춤을 춰서 아내를 만족시키게 돕는다. 하지만 듀스가 끝까지 앤트완을 배신하길 거부하자 척은 듀스를 성매매 혐의로 체포한다.
법정에서 고객들은 듀스와 단 한 번도 성관계를 갖지 않았고 듀스가 스스로를 긍정하게 도와줬다고 증언한다. 듀스가 유일하게 성관계를 가진 사람은 케이트뿐이었으며 사례금마저 돌려줬다는 게 입증되면서 듀스는 혐의를 벗는다. 듀스와 케이트는 화해한다.
듀스는 부랴부랴 부엌을 수리한다. 케이트의 동거인이며 눈이 먼 지 얼마 되지 않은 버기타가 실수로 쏠배감펭을 죽이자 이를 대체할 쏠배감펭도 급히 공수한다. 그러나 앤트완이 돌아오자마자 급조했던 수족관이 깨져 버리고, 분노한 앤트완은 듀스를 죽이려고 덤비다가 척에게 체포된다.
이후 영화는 후일담에서 식당 화장실 직원이었던 듀스의 아버지 밥이 지골로가 되었고, 앤트완은 티나와 결혼해 키가 크고 체모가 많은 자식들을 낳았고, 듀스와 케이트는 결혼하여 스시에 반대하는 운동을 벌이며 행복하게 살았다고 전한다.

## 출연진
주요 인물
- 롭 슈나이더 - 듀스 비걸로 역: 수족관 청소부에서 지골로로 변신한다.
- 윌리엄 포사이스 - 찰스 “척” 파울러 형사 역: 로스앤젤레스 경찰국 소속.
- 에디 그리핀 - 타이비리어스 제퍼슨 “T. J.” 힉스 역: 포주.
- 오데드 페르 - 앤트완 러콘트 역: 아르헨티나 출신인 유명 지골로. 척의 복수 대상.
- 리처드 릴리 - 로버트 “밥” 비걸로 역: 듀스의 아버지. 식당 화장실 직원.

고객
- 게일 오그레이디 - 클레어 역: 첫 고객.
- 아리아 버레이키스 - 케이트 역: 의족을 달고 있다. 훗날 듀스의 아내가 된다.
- 에이미 폴러 - 루스 역: 투레트 증후군과 모욕증을 앓고 있다. 후에 투레트 증후군 환자 여학교를 세운다.
- 데버라 리먼 - 캐럴 역: 프랑스로 여행을 가고 싶어하는 기면증 환자.
- 토르스텐 포게스 - 티나 역: 뇌하수체 문제로 매우 장신이다. 훗날 앤트완과 결혼한다.
- 빅 보이 - 플루이자 “자바” 역: 몸무게가 750 파운드(약 340 kg)인 비만증이다. 훗날 지방 흡입술을 받고 빅토리아 시크릿 모델이 된다.
- 재클린 오브라도스 - 일레인 파울러 역: 척의 아내.

그 외
- 다이나 플라티애스 - 버기타 역: 케이트의 시각 장애인 친구. 동거인.
- 브리 터너 - 앨리슨 역
- 엘런 코버트 - 빅 역
- 엘 킹 - 걸스카우트 역
- 론 소블 - 애디슨 판사 역
- 놈 맥도널드 - 바텐더 역
- 애덤 샌들러 - 로버트 저스틴 역: 티나를 모욕하는 행인. (목소리 출연, 크레디트 미기재)
- 말로 토머스 - 마거릿 역 (크레디트 미기재)

## 기타 제작진
- 공동 제작: 앨릭스 시스킨, 해리스 골드버그
- 배역: 마샤 로스, 도나 머롱
- 미술: 앨런 오
- 의상: 몰리 매기니스
- 음악 감독: 마이클 딜벡